# Rodolfo Guzzi
Rodolfo Guzzi (Torino, 31 agosto 1942) è un fisico e scrittore italiano. Coordinatore del Comitato per la valutazione dei Piani Triennali degli Enti di Ricerca, dei progetti di interesse nazionale e dei progetti Bandiera del Ministero della Università e della Ricerca.Nel 2022 è stato chair dell'evento New Space Economy tenutosi a Roma.
A partire dal 2001 Rodolfo Guzzi presta servizio presso la Agenzia spaziale italiana, inizialmente come responsabile di osservazioni della Terra e fino al 1º settembre 2009, come ispettore generale. Guzzi è past presidente della IBP Group International e supervisore delle attività italiane e internazionali del Gruppo nei settori Aerospaziale e della scienza.
Le competenze e gli interessi di Rodolfo Guzzi sono nell'utilizzo dei sistemi di telerilevamento in campo geofisico sia della terra solida sia della terra fluida. In particolare si è occupato di spettrometri atmosferica nei progetti GOME, IASI e OMI montati rispettivamente su ERS 2 (ESA), METOP (EUMETSAT)  e AURA (NASA). Ha pubblicato più di 150 relazioni e articoli su riviste internazionali, oltre che 8 libri scientifici ed uno di divulgazione. È editore della collana Physics of Earth and Space Envinronment di Springer.  Emerito della Optical Society of America ed è stato nominato nel board della European Physical Society nel settore Energia e Clima. Negli ultimi cinque anni si sta occupando di Bioinformatica e ha sviluppato metodi matematici applicati al Problema inverso per la Biologia dei Sistemi e modelli matematici per i processi di Morfogenesi delle cellule.
Sin dal 1970 insegna in varie università italiane e estere.

## Attività scientifica e posizioni
Nel 1969 è stato il primo in Italia a realizzare misure atmosferiche spettrali nel visibile e infrarosso per lo studio degli aerosol e dei gas in atmosfera con tecniche di telerilevamento. Dal 1980 fino ad ora ha sviluppato e ha applicato l'equazione di trasferimento radiativo in atmosfera e modelli inversi e gli algoritmi relativi al telerilevamento per studiare la superficie terrestre e atmosferica proprietà.
Nel 1983 ha fondato, a Modena, l'Istituto per le Metodologie Geofisiche ed Ambientali (IMGA), un istituto del Consiglio Nazionale delle Ricerche (CNR) che ha diretto in qualità di direttore fino al 1994. Nel 1985, ha introdotto in Italia gli studi di modellazione numerica, utilizzando i modelli di General Circulation Models in atmosfera e negli oceani sviluppati in collaborazione con i colleghi della Harvard University Planetary Science Dept (Prof A. Robinson).
Dal 1984 al 1988 Rodolfo Guzzi ha avuto l'onore di essere invitato come direttore dei corsi scientifici nel campo della climatologia e discipline connesse dell'energia solare ed eolica presso il Centro internazionale di fisica teorica Abdus Salam (ICTP) di Trieste sotto la guida del suo direttore generale, vincitore del premio Nobel professor Abdus Salam.
Successivamente, dal 1999 al 2001 è stato direttore del corso di studi per Remote Sensing of the Atmosphere dell'ICTP.
Rodolfo Guzzi ha anche sviluppato uno spettroradiometro semplice ma efficace per misurare, da terra, l'aerosol e il contenuto di vapore acqueo nell'atmosfera Lo strumento è attualmente utilizzato in diverse stazioni della NASA ed è stato il primo approccio per lo sviluppo dello strumento robotico utilizzato in AERONET.
È stato membro del gruppo scientifico dei progetti: Global Ozone Monitoring Experiment (GOME) montato su ERS 2, SCIAMACHY montato su Envisat e GOME 2 e IASI montati su METOP e del progetto OMI montato su AURA. Nel gruppo di lavoro c'era anche il Premio Nobel P. Crutzen.
È stato tra i principali fondatori del gruppo noto come Group on Earth Observations (Gruppo sulle osservazioni della Terra), che raccoglie i contributi di oltre 70 paesi. Membro del comitato scientifico e tecnico di esperti per il Fondo mondiale per l'ambiente (GEF), un organismo del Programma delle Nazioni Unite per l'ambiente (UNEP).
Ha sviluppato un parco scientifico a Rimini e un laboratorio spaziale per le scuole nell'ambito delle celebrazioni di Bologna Capitale della cultura nel 2000.

## Libri scientifici e divulgazioni
- Libro bianco sul Solare, CNR 1983
- Manuale di climatologia, Muzzio 1983
- Intervista sul Clima, Muzzio 1984
- Physical Climatology for Solar and Wind Energy, World Sci Co 1988
- Meteorology and Environmental Sciences, World Sci Co 1990
- Exploring the atmosphere by remote sensing Lectures in Physics Notes, Springer 2003
- La strana storia della luce e del colore, Springer 2011
- Introduzione ai Metodi Inversi con applicazioni alla Geofisica e al Telerilevamento, Springer 2012
- La minaccia nucleare in Medio Oriente, CLUEB 2013
- Encyclopedia of Remote Sensing, Springer 2014
- Data Assimilation: Mathematical Concepts and Instructive Examples, Springer. 2015
- Inverse Problems in Systems Biology: A Critical Review. Chapter 6 of Systems Biology Humana Press. 2018
- Nanotechnology in Space: Nanocomposite and Micro-Nanostructured Materials with Applications of MEMS/Nano Devices for Aerospace. Chapter 2. Jenny Stanford Publishing Pte.Ltd. 2022

## Romanzi e libri per ragazzi
Rodolfo Guzzi ha pubblicato numerosi libri di racconti per
ragazzi e un romanzo.
- Storie di Fantastica Scienza (5 racconti)
- Il piccolo satellite (racconto breve / fumetti)
- Tra atomi e le stelle
- Il prigioniero del linguaggio (romanzo)
- I numeri magici
- Il solitario ondone
- La luce abbagliante e altri racconti
- Lo specchio magico

## Società scientifiche di cui è membro
- Comitato scientifico dell'ICTP (International Centre for Theoretical Physics), fondato dal premio Nobel Abdus Salam, per le scienze della Terra
- Royal Meteorological Society, London
- Optical Society of America, Washington
- Remote Sensing Society, London
- IEEE, USA
- SPIE, USA
- SIAM, USA

## Premi e riconoscimenti
- Vincitore del Premio Feltrinelli per il 2021 per la classe Astronomia, Geofisica e Geodesia e Applicazioni.
- Accademico Onorario della Accademia Angelico Costantiniana
- Palmes des arts, sciences e belle lettres. Laureat du grand prix du prestige Européen. Les palmes d’or de premiere classe, au titre de la recherche scientifique. Foundation Européen. Organization international non-gouvernamental pour le developpement communitaire
- Grand-Officier dan l’ordre de l’Etoil de l’Europe. Foundation Européen
- Emeritus of OPTICA (formerly OSA) Optical Society of America